# Hans Michael Schletterer
Hans Michael Schletterer (Ansbach, 29 maggio 1824 – Augusta, 4 giugno 1893) è stato un compositore, direttore d'orchestra e musicologo tedesco.
Nel 1847 fu direttore d'orchestra a Zweibrücken e tra il 1854 e il 1858 insegnò e diresse la facoltà di musica presso l'università di Heidelberg. Nel 1858 assunse la direzione della cappella di Sant'Anna a Augsburg dove avviò un'orchestra, una corale e una scuola.